# Добра (Хунедоара)
Добра (рум. Dobra) насеље је у Румунији у округу Хунедоара у општини Добра. Oпштина се налази на надморској висини од 172 m.

## Историја
Према државном шематизму православног клира Угарске 1846. године градић Добра има два дела - Горњи и Доњи. У Горњој Добри је тада живело 88 породица са филијалом Буцум од 71 породице. Православни парох је тада био поп Илија Поповић.

## Становништво
Према подацима из 2002. године у насељу је живело 3499 становника.

### Попис2002.
| Расподела становништва по националности 2002.‍ | Расподела становништва по националности 2002.‍ | Расподела становништва по националности 2002.‍ | Расподела становништва по националности 2002.‍ | Расподела становништва по националности 2002.‍ |
| --------------------------------------------- | --------------------------------------------- | --------------------------------------------- | --------------------------------------------- | --------------------------------------------- |
|                                               |                                               |                                               |                                               |                                               |
| Румуни                                        | Румуни                                        |                                               | 3.454                                         | 98,7%                                         |
| Мађари                                        | Мађари                                        |                                               | 24                                            | 0,7%                                          |
| Роми                                          | Роми                                          |                                               | 20                                            | 0,6%                                          |

### Хронологија
| Година       | 1992 | 1993 | 1994 | 1995 | 1996 | 1997 | 1998 | 1999 | 2000 | 2001 | 2002 | 2003 | 2004 | 2005 | 2006 | 2007 | 2008 | 2009 | 2010 | 2011 | 2012 | 2013 | 2014 | 2015 | 2016 | 2017 |
| ------------ | ---- | ---- | ---- | ---- | ---- | ---- | ---- | ---- | ---- | ---- | ---- | ---- | ---- | ---- | ---- | ---- | ---- | ---- | ---- | ---- | ---- | ---- | ---- | ---- | ---- | ---- |
| Становништво | 3711 | 3653 | 3630 | 3598 | 3537 | 3521 | 3523 | 3480 | 3454 | 3479 | 3486 | 3463 | 3482 | 3510 | 3508 | 3528 | 3533 | 3528 | 3491 | 3470 | 3439 | 3405 | 3393 | 3363 | 3360 | 3295 |